# Channay-sur-Lathan
Pour les articles homonymes, voir Chanay (homonymie).
Channay-sur-Lathan est une commune française située dans le département d'Indre-et-Loire, en région Centre-Val de Loire.

## Géographie
|                                | Saint-Laurent-de-Lin |                        |
| Noyant-Villages Maine-et-Loire | Channay-sur-Lathan   | Courcelles-de-Touraine |
| Rillé                          | Hommes               | Savigné-sur-Lathan     |

### Localisation et caractéristiques
La superficie de Channay-sur-Lathan est de 2 871 ha. Son altitude varie de 71 à 91 mètres. Elle est de 88 m dans le bourg.
La commune est située au nord-ouest du département d'Indre-et-Loire, dans la Touraine angevine.

### Hydrographie

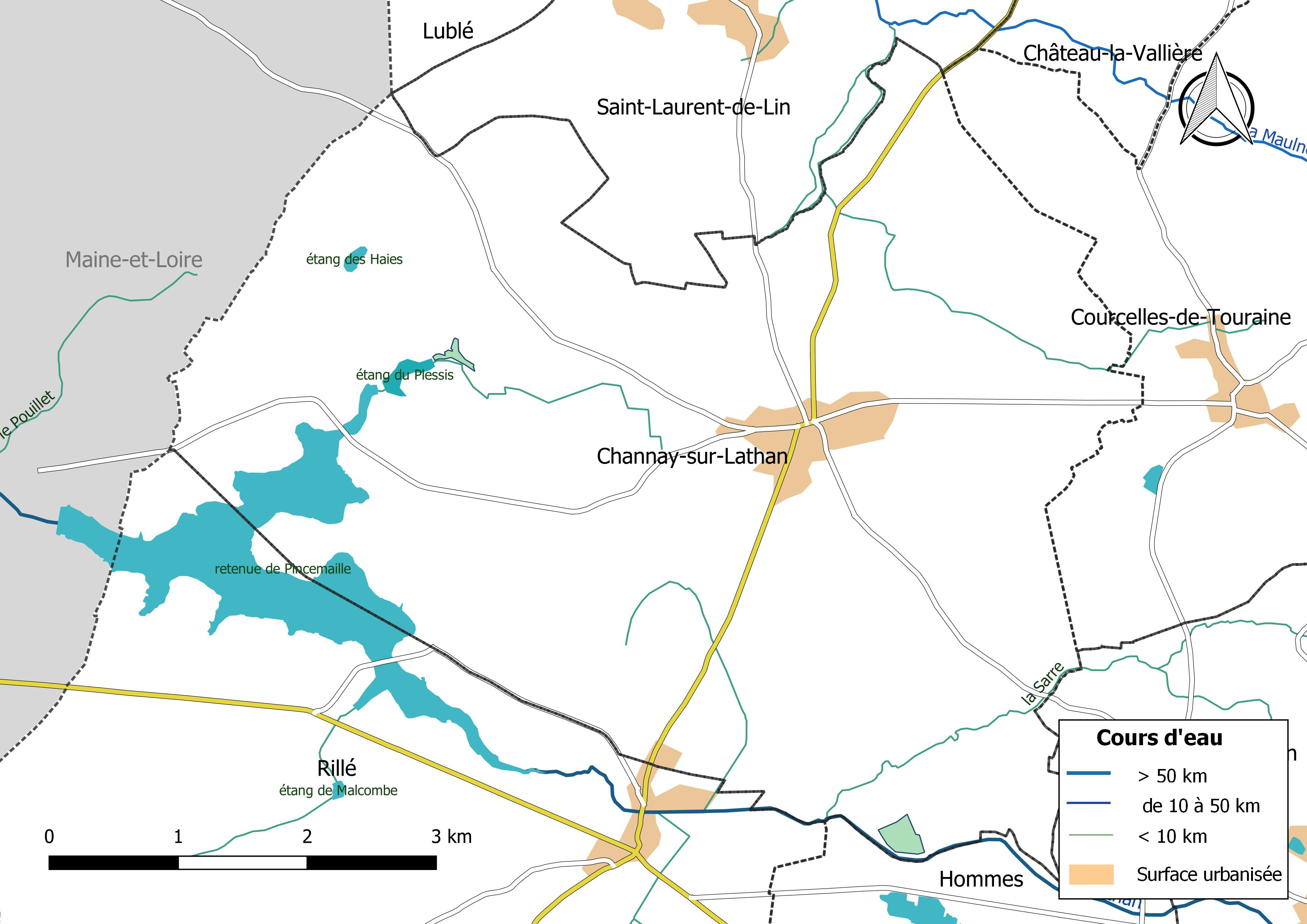
Réseau hydrographique de Channay-sur-Lathan.

Le réseau hydrographique communal, d'une longueur totale de 14,05 km, comprend un cours d'eau notable, le Lathan (1,507 km), et quatre petits cours d'eau dont la Sarre (2,636 km) à l'extrémité sud-est de la commune,.
Le Lathan, d'une longueur totale de 57,9 km, prend sa source dans la commune de Hommes et conflue en rive droite de l'Authion à Beaufort-en-Anjou (Maine-et-Loire), après avoir traversé 16 communes. 
Sur le plan piscicole, le Lathan est classé en deuxième catégorie piscicole. Le groupe biologique dominant est constitué essentiellement de poissons blancs (cyprinidés) et de carnassiers (brochet, sandre et perche).
Deux zones humides ont été répertoriées sur la commune par la direction départementale des territoires (DDT) et le conseil départemental d'Indre-et-Loire : « le lac de Rillé » et « l'étang des Haies »,.
Le lac de Pincemaille, également nommé lac de Rillé, a été créé en 1977 afin de servir de réservoir d’eau à destination des agriculteurs situés en aval. D'une superficie de 250 ha, le lac de Rillé occupe une partie du territoire communal de Channay-sur-Lathan et Rillé en Indre-et-Loire, mais aussi de Breil en Maine-et-Loire. Il constitue une réserve ornithologique où plus de 250 espèces (hérons, grèbes huppés, chevaliers, canards) ont été recensées par la Ligue pour la protection des oiseaux de Touraine. Un centre de loisirs y a été aménagé permettant d'exercer diverses activités nautiques.

### Climat
Pour des articles plus généraux, voir Climat du Centre-Val de Loire et Climat d'Indre-et-Loire.
En 2010, le climat de la commune est de type climat océanique altéré, selon une étude du Centre national de la recherche scientifique s'appuyant sur une série de données couvrant la période 1971-2000. En 2020, Météo-France publie une typologie des climats de la France métropolitaine dans laquelle la commune est exposée à un climat océanique et est dans la région climatique Moyenne vallée de la Loire, caractérisée par une bonne insolation (1 850 h/an) et un été peu pluvieux.
Pour la période 1971-2000, la température annuelle moyenne est de 11,3 °C, avec une amplitude thermique annuelle de 14,9 °C. Le cumul annuel moyen de précipitations est de 717 mm, avec 11,5 jours de précipitations en janvier et 6,8 jours en juillet. Pour la période 1991-2020, la température moyenne annuelle observée sur la station météorologique installée sur la commune est de 12,1 °C et le cumul annuel moyen de précipitations est de 708,7 mm,. Pour l'avenir, les paramètres climatiques de la commune estimés pour 2050 selon différents scénarios d'émission de gaz à effet de serre sont consultables sur un site dédié publié par Météo-France en novembre 2022.
| Mois                                  | jan.          | fév.           | mars          | avril         | mai           | juin          | jui.          | août          | sep.           | oct.            | nov.            | déc.             | année     |
| ------------------------------------- | ------------- | -------------- | ------------- | ------------- | ------------- | ------------- | ------------- | ------------- | -------------- | --------------- | --------------- | ---------------- | --------- |
| Température minimale moyenne (°C)     | 2,2           | 1,9            | 3,5           | 5,4           | 9             | 12,2          | 13,7          | 13,5          | 10,5           | 8,5             | 4,9             | 2,5              | 7,3       |
| Température moyenne (°C)              | 5,1           | 5,6            | 8,2           | 10,8          | 14,5          | 18            | 19,8          | 19,7          | 16,3           | 12,8            | 8,3             | 5,5              | 12,1      |
| Température maximale moyenne (°C)     | 7,9           | 9,4            | 13            | 16,3          | 20            | 23,8          | 25,9          | 25,9          | 22,1           | 17,1            | 11,7            | 8,5              | 16,8      |
| Record de froid (°C) date du record   | −15 07.01.09  | −14,3 12.02.12 | −12 01.03.05  | −4,1 06.04.21 | −1,3 03.05.21 | 1,6 01.06.06  | 6,1 22.07.08  | 4,8 21.08.14  | 1,8 14.09.1996 | −3,6 30.10.1997 | −8,6 24.11.1998 | −11,3 30.12.1996 | −15 2009  |
| Record de chaleur (°C) date du record | 16,6 24.01.16 | 23 27.02.19    | 25,7 31.03.21 | 29,1 20.04.18 | 32,5 27.05.05 | 40,3 29.06.19 | 41,4 25.07.19 | 39,4 07.08.20 | 35,7 14.09.20  | 29,7 03.10.11   | 22,7 07.11.15   | 18,4 07.12.00    | 41,4 2019 |
| Précipitations (mm)                   | 67            | 55,4           | 51,3          | 54,2          | 58,6          | 51,7          | 49            | 48,3          | 52,1           | 68              | 72,4            | 80,7             | 708,7     |

## Urbanisme

### Typologie
Au 1er janvier 2024, Channay-sur-Lathan est catégorisée commune rurale à habitat dispersé, selon la nouvelle grille communale de densité à sept niveaux définie par l'Insee en 2022.
Elle est située hors unité urbaine. Par ailleurs la commune fait partie de l'aire d'attraction de Tours, dont elle est une commune de la couronne,. Cette aire, qui regroupe 162 communes, est catégorisée dans les aires de 200 000 à moins de 700 000 habitants,.

### Occupation des sols
L'occupation des sols de la commune, telle qu'elle ressort de la base de données européenne d’occupation biophysique des sols Corine Land Cover (CLC), est marquée par l'importance des territoires agricoles (88,7 % en 2018), une proportion sensiblement équivalente à celle de 1990 (88,8 %). La répartition détaillée en 2018 est la suivante : 
terres arables (49 %), prairies (31,9 %), zones agricoles hétérogènes (7,8 %), forêts (7,7 %), zones urbanisées (2,1 %), eaux continentales (1,5 %). L'évolution de l’occupation des sols de la commune et de ses infrastructures peut être observée sur les différentes représentations cartographiques du territoire : la carte de Cassini (XVIIIe siècle), la carte d'état-major (1820-1866) et les cartes ou photos aériennes de l'IGN pour la période actuelle (1950 à aujourd'hui).

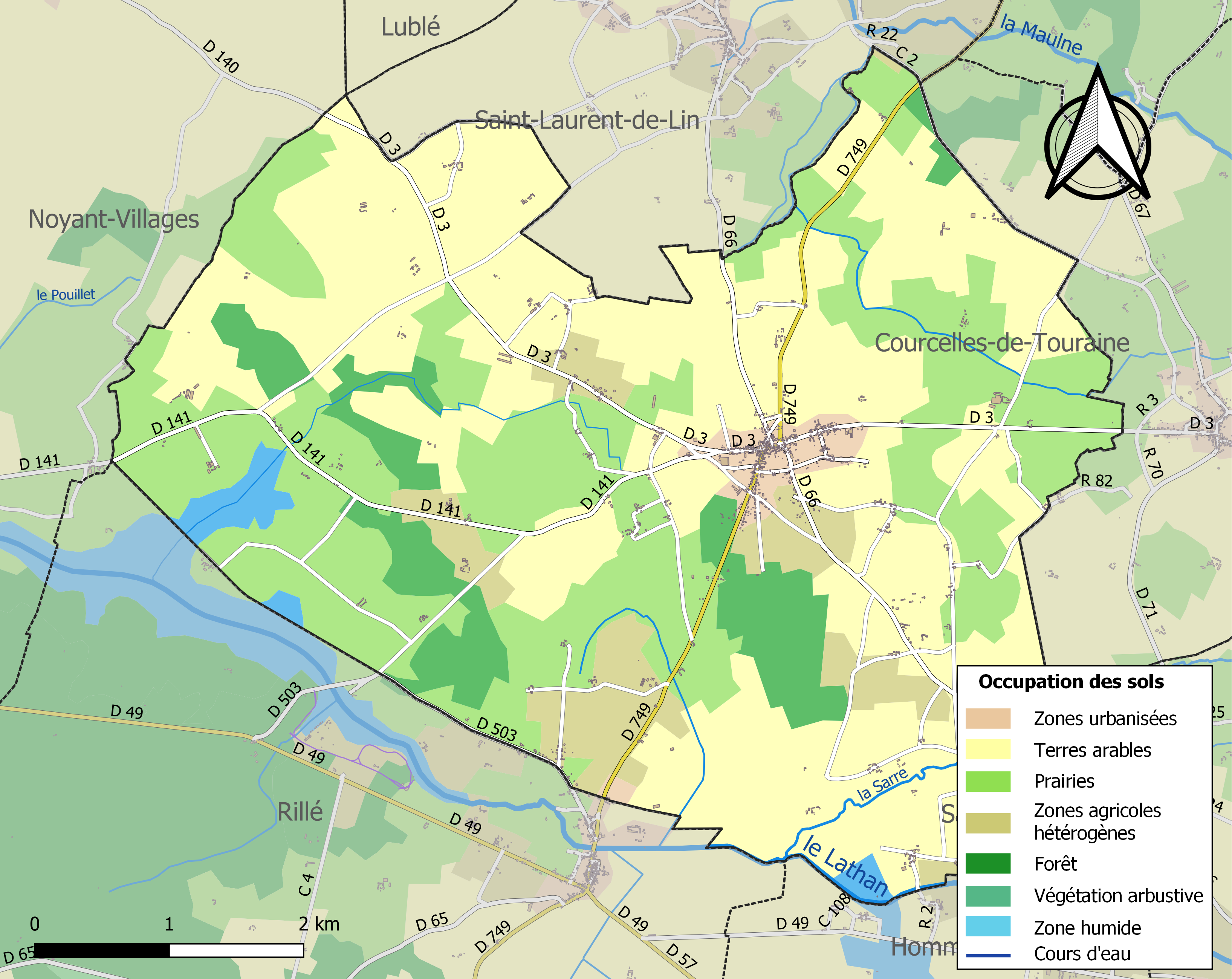
Carte des infrastructures et de l'occupation des sols de la commune en 2018 (CLC).

### Risques majeurs
Le territoire de la commune de Channay-sur-Lathan est vulnérable à différents aléas naturels : météorologiques (tempête, orage, neige, grand froid, canicule ou sécheresse), feux de forêts et séisme (sismicité faible). Un site publié par le BRGM permet d'évaluer simplement et rapidement les risques d'un bien localisé soit par son adresse soit par le numéro de sa parcelle.
Pour anticiper une remontée des risques de feux de forêt et de végétation vers le nord de la France en lien avec le dérèglement climatique, les services de l’État en région Centre-Val de Loire (DREAL, DRAAF, DDT) avec les SDIS ont réalisé en 2021 un atlas régional du risque de feux de forêt, permettant d’améliorer la connaissance sur les massifs les plus exposés. La commune, étant pour partie dans le massif de Bourgueil, est classée au niveau de risque 1, sur une échelle qui en comporte quatre (1 étant le niveau maximal).

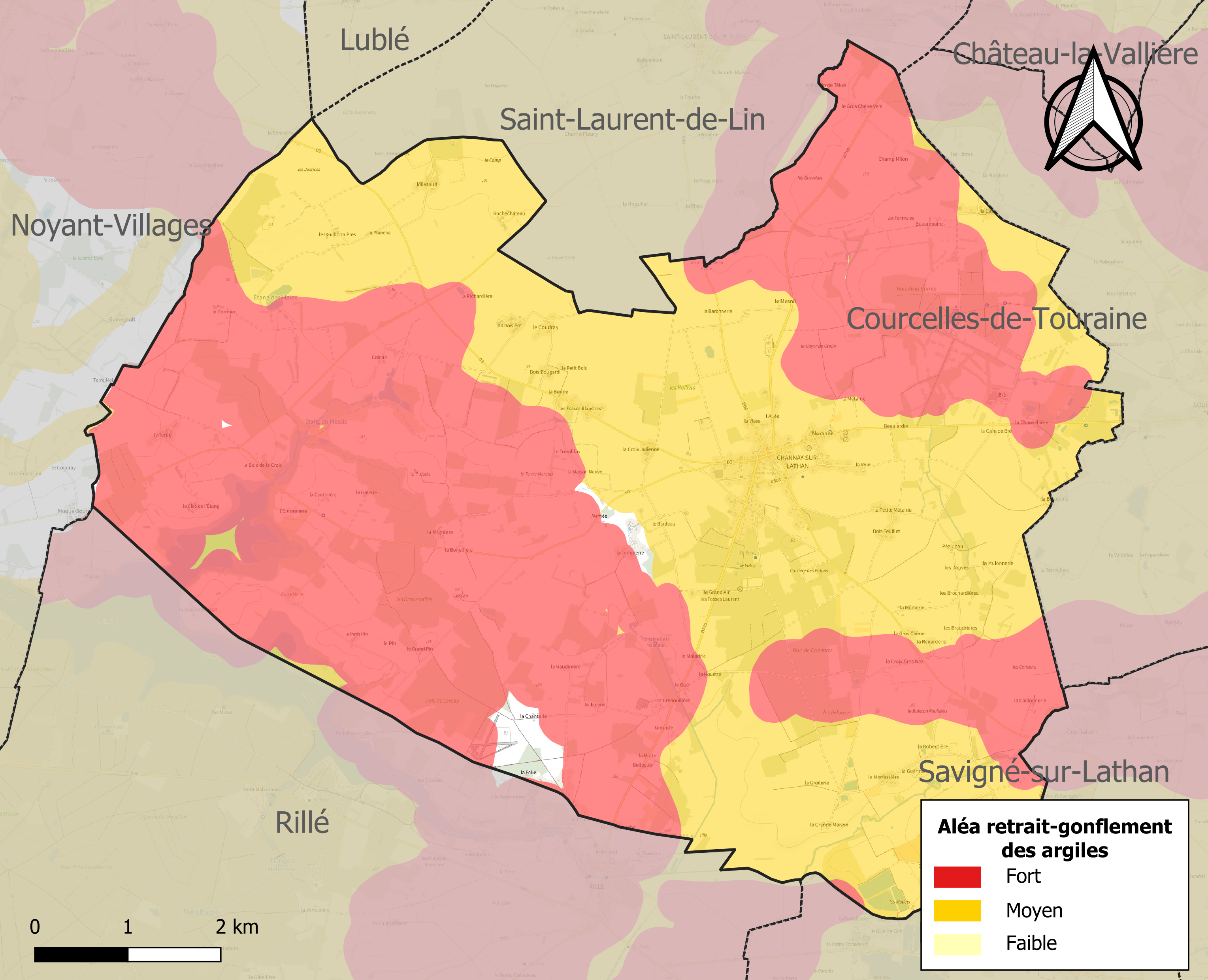
Carte des zones d'aléa retrait-gonflement des sols argileux de Channay-sur-Lathan.

Le retrait-gonflement des sols argileux est susceptible d'engendrer des dommages importants aux bâtiments en cas d’alternance de périodes de sécheresse et de pluie. 98,9 % de la superficie communale est en aléa moyen ou fort (90,2 % au niveau départemental et 48,5 % au niveau national). Sur les 398 bâtiments dénombrés sur la commune en 2019, 386 sont en aléa moyen ou fort, soit 97 %, à comparer aux 91 % au niveau départemental et 54 % au niveau national. Une cartographie de l'exposition du territoire national au retrait gonflement des sols argileux est disponible sur le site du BRGM,.
Concernant les mouvements de terrains, la commune a été reconnue en état de catastrophe naturelle au titre des dommages causés par des mouvements de terrain en 1999.

## Histoire
« Chadenaco », mentionné au XIe siècle était un fief dépendant de la baronnie de Rillé.
Avant la Révolution française, la paroisse faisait partie de la sénéchaussée angevine de Baugé et du fief de Château-la-Vallière.
Elle est la possession des Savonnières aux XVIIe et XVIIIe siècles.
C'est la patrie du maréchal d'Effiat, père de Cinq-Mars et c'est aussi une ancienne paroisse du diocèse d'Angers.

## Politique et administration

### Liste des maires
| Période                                  | Période  | Identité         | Étiquette | Qualité   |
| ---------------------------------------- | -------- | ---------------- | --------- | --------- |
| Les données manquantes sont à compléter. |          |                  |           |           |
| 1931                                     | 1942     | Eugène Rouablé   | SFIO      |           |
| Les données manquantes sont à compléter. |          |                  |           |           |
| 1972                                     | 2001     | Lionel Joreau    |           |           |
| 2001                                     | 2007     | Bernard Chartier |           | Démission |
| 2007                                     | 2008     | Aurélie Gallé    |           |           |
| 2008                                     | 2015     | Dominique Saur   |           |           |
| 2015                                     | En cours | Isabelle Mélo    | SE        |           |

### Tendances politiques et résultats
| Scrutin             | Scrutin             | 1er tour | 1er tour | 1er tour | 1er tour | 1er tour  | 1er tour | 1er tour | 1er tour  | 1er tour | 1er tour | 1er tour  | 1er tour | 2d tour | 2d tour | 2d tour | 2d tour | 2d tour | 2d tour |
| Scrutin             | Scrutin             | 1er      | 1er      | %        | 2e       | 2e        | %        | 3e       | 3e        | %        | 4e       | 4e        | %        | 1er     | 1er     | %       | 2e      | 2e      | %       |
| ------------------- | ------------------- | -------- | -------- | -------- | -------- | --------- | -------- | -------- | --------- | -------- | -------- | --------- | -------- | ------- | ------- | ------- | ------- | ------- | ------- |
| Présidentielle 2017 | Présidentielle 2017 |          | FN       | 29,23    |          | LR        | 22,42    |          | LFI       | 14,95    |          | EM        | 14,73    |         | FN      | 51,30   |         | EM      | 48,70   |
| Présidentielle 2022 | Présidentielle 2022 |          | RN       | 39,09    |          | LREM      | 22,27    |          | LFI       | 15,23    |          | REC       | 6,59     |         | RN      | 58,60   |         | LREM    | 41,40   |
| Législatives 2022   | 5e                  |          | RN       | 40,38    |          | MoDem-Ens | 17,74    |          | PCF-Nupes | 13,58    |          | LR        | 11,32    |         | RN      | 55,94   |         | MoDem   | 44,06   |
| Législatives 2024   | 5e                  |          | RN       | 53,83    |          | PCF-NFP   | 18,02    |          | LR        | 13,33    |          | MoDem-Ens | 12,84    |         | RN      | 62,09   |         | MoDem   | 37,91   |

## Population et société

### Évolution démographique
L'évolution du nombre d'habitants est connue à travers les recensements de la population effectués dans la commune depuis 1793. Pour les communes de moins de 10 000 habitants, une enquête de recensement portant sur toute la population est réalisée tous les cinq ans, les populations de référence des années intermédiaires étant quant à elles estimées par interpolation ou extrapolation. Pour la commune, le premier recensement exhaustif entrant dans le cadre du nouveau dispositif a été réalisé en 2005.

En 2022, la commune comptait 809 habitants, en évolution de −3,23 % par rapport à 2016 (Indre-et-Loire : +1,67 %, France hors Mayotte : +2,11 %).
| 1793  | 1800 | 1806 | 1821  | 1831  | 1836  | 1841  | 1846  | 1851  |
| ----- | ---- | ---- | ----- | ----- | ----- | ----- | ----- | ----- |
| 1 000 | 899  | 930  | 1 006 | 1 100 | 1 131 | 1 137 | 1 091 | 1 076 |

| 1856  | 1861  | 1866  | 1872  | 1876  | 1881  | 1886  | 1891  | 1896  |
| ----- | ----- | ----- | ----- | ----- | ----- | ----- | ----- | ----- |
| 1 098 | 1 145 | 1 118 | 1 034 | 1 023 | 1 103 | 1 123 | 1 125 | 1 110 |

| 1901  | 1906  | 1911  | 1921 | 1926 | 1931 | 1936 | 1946 | 1954 |
| ----- | ----- | ----- | ---- | ---- | ---- | ---- | ---- | ---- |
| 1 101 | 1 065 | 1 023 | 943  | 932  | 910  | 889  | 934  | 814  |

| 1962 | 1968 | 1975 | 1982 | 1990 | 1999 | 2005 | 2006 | 2010 |
| ---- | ---- | ---- | ---- | ---- | ---- | ---- | ---- | ---- |
| 773  | 792  | 666  | 569  | 578  | 595  | 721  | 755  | 817  |

| 2015 | 2020 | 2022 | - | - | - | - | - | - |
| ---- | ---- | ---- | - | - | - | - | - | - |
| 824  | 806  | 809  | - | - | - | - | - | - |

### Enseignement
Channay-sur-Lathan se situe dans l'Académie d'Orléans-Tours (Zone B) et dans la circonscription de Saint-Cyr-sur-Loire.
Une école maternelle accueille les élèves de la commune.

## Culture locale et patrimoine

### Lieux et monuments
- Le manoir des Hayes : logis reconstruit XVe, tour circulaire d'un château antérieur, ancienne chapelle XVIIe.  Inscrit MH (1948)
- Manoir de la Barrée XVIe : douves avec leur pont, porte d'entrée flanquée de deux tours, logis flanqué d'une tour d'escalier polygonale, trois tours d'angle, communs.  Inscrit MH (1975)
- Manoir du Mesnil : logis reconstruit au XVIIe par le maréchal d'Effiat.  Inscrit MH (1948)

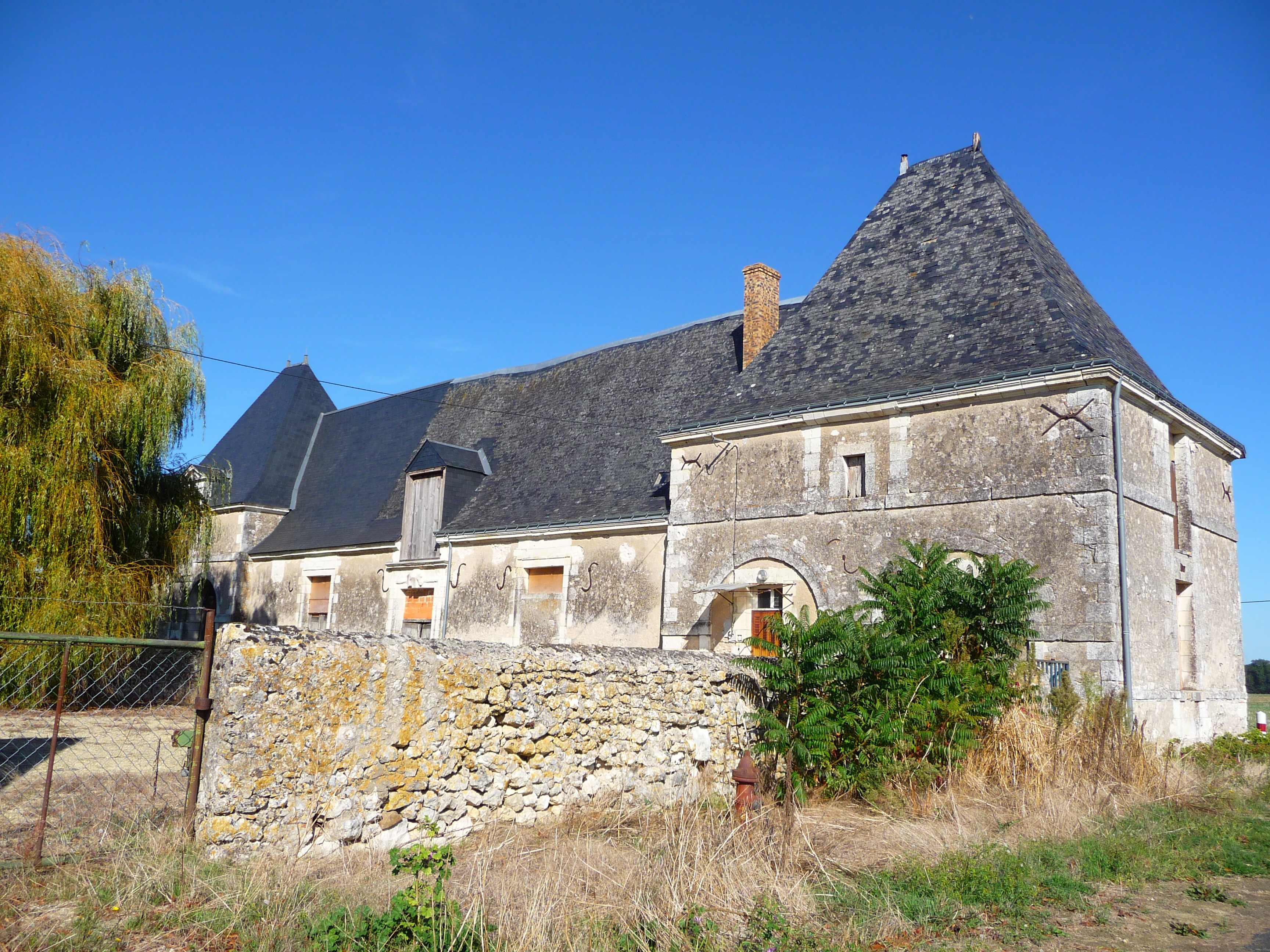
Manoir du Mesnil.

- L'église Saint-Quentin de Channay-sur-Lathan, située au milieu du village.  Inscrit MH (1948)

### Personnalités liées à la commune
- Noël Carlotti (1900-1966), résistant, curé de la commune de 1932 à 1945, date à laquelle il est arrêté sur dénonciation et déporté, aumônier du camp de concentration de Watenstedt (satellite de Neuengamme), président national de la Fédération des amicales de réseaux « Renseignement et évasion », Commandeur de la Légion d'honneur et titulaire de la médaille de la Résistance française[32].